# María de Jesús de Ágreda

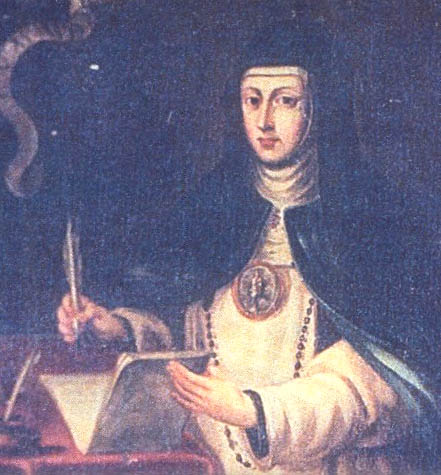
Maria de Jésus de Ágreda, 17e-eeuws portret.

María de Jesús de Ágreda (Ágreda, 2 april 1602 - aldaar, 24 mei 1665) was een Spaans auteur en non.

## Leven en werkzaamheden
De Ágreda werd geboren als María Coronel y Arafia en nam de naam María de Jesús de Ágreda aan op zestienjarige leeftijd toen ze toetrad tot de orde der Franciscanen en intrad in het klooster in haar woonplaats Ágreda. Op nog geen vijfentwintigjarige leeftijd werd zij benoemd tot moeder-overste.

## Visioenen en inquisitie

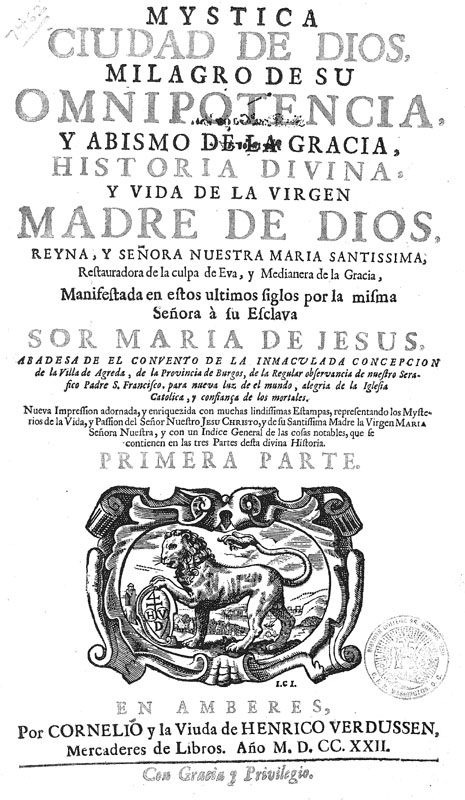
Titelblad van het eerste deel van een in 1722 in de Antwerpse drukkerij Verdussen vervaardigde editie van de in 1670 postuum verschenen vierdelige Maria-biografie door María de Jesús de Ágreda.

De Ágreda werd in Spanje bekend door haar vele visioenen en extases. Hierdoor ging de toentertijd actieve inquisitie op onderzoek uit om de authenticiteit van haar waarnemingen uit te zoeken. Het oordeel was dat zij onschuldig was aan blasfemie en dit stelde haar in staat om haar visie, gevoed door wat zij in haar visioenen waarnam, het mysterie van de onbevlekte ontvangenis te blijven uitdragen. Zij werd indertijd vele malen geportretteerd door schilders die op deze wijze in opdracht van edelen haar beeltenis verspreidden door heel Spanje.

## Mysticus en biografie
Als auteur wordt De Ágreda ingedeeld bij de mystici, gedaan op basis van haar postuum uitgegeven werk Mistica ciudad de Dios y vida de la Virgen manifestada por ella misma. Dit betrof een lijvig manuscript dat in vier delen uitgegeven werd in 1670. Het was een levensbeschrijving in prozateksten van de Heilige Maagd Maria.

## Briefwisseling
Ook onderhield De Ágreda een actieve briefwisseling met de toenmalige Spaanse koning Filips IV. Hij had met haar kennisgemaakt in 1643 en zou privé met haar blijven schrijven tot zijn overlijden in 1665. Omdat het een geheime privécorrespondentie betrof vouwde de koning een blad papier in tweeën en schreef zijn vragen op de ene helft. Bij aankomst in het klooster beantwoordde De Ágreda de koning op de andere helft en zond het blad zo terug. Op deze manier hoopte de koning dat zijn brieven geheim zouden blijven. In het klooster echter werden van de teksten van de koning toch kopieën vervaardigd waardoor de correspondentie voor het nageslacht bewaard bleef. De Ágreda gaf aan de koning veel adviezen op zowel huiselijk gebied als politiek en bestuurlijk. Hierdoor kregen historici in later tijden een beter begrip en kennis van de gebeurtenissen die in die tijd speelden.